# Storesjö, Västergötland
Storesjö är en sjö i Falköpings kommun i Västergötland och ingår i Göta älvs huvudavrinningsområde. Storesjö ligger i Ålleberg Natura 2000-område. I sjöarna på Ålleberg förekommer sångsvan, padda, åkergroda, vanlig groda, större- och mindre vattensalamander.

## Galleri

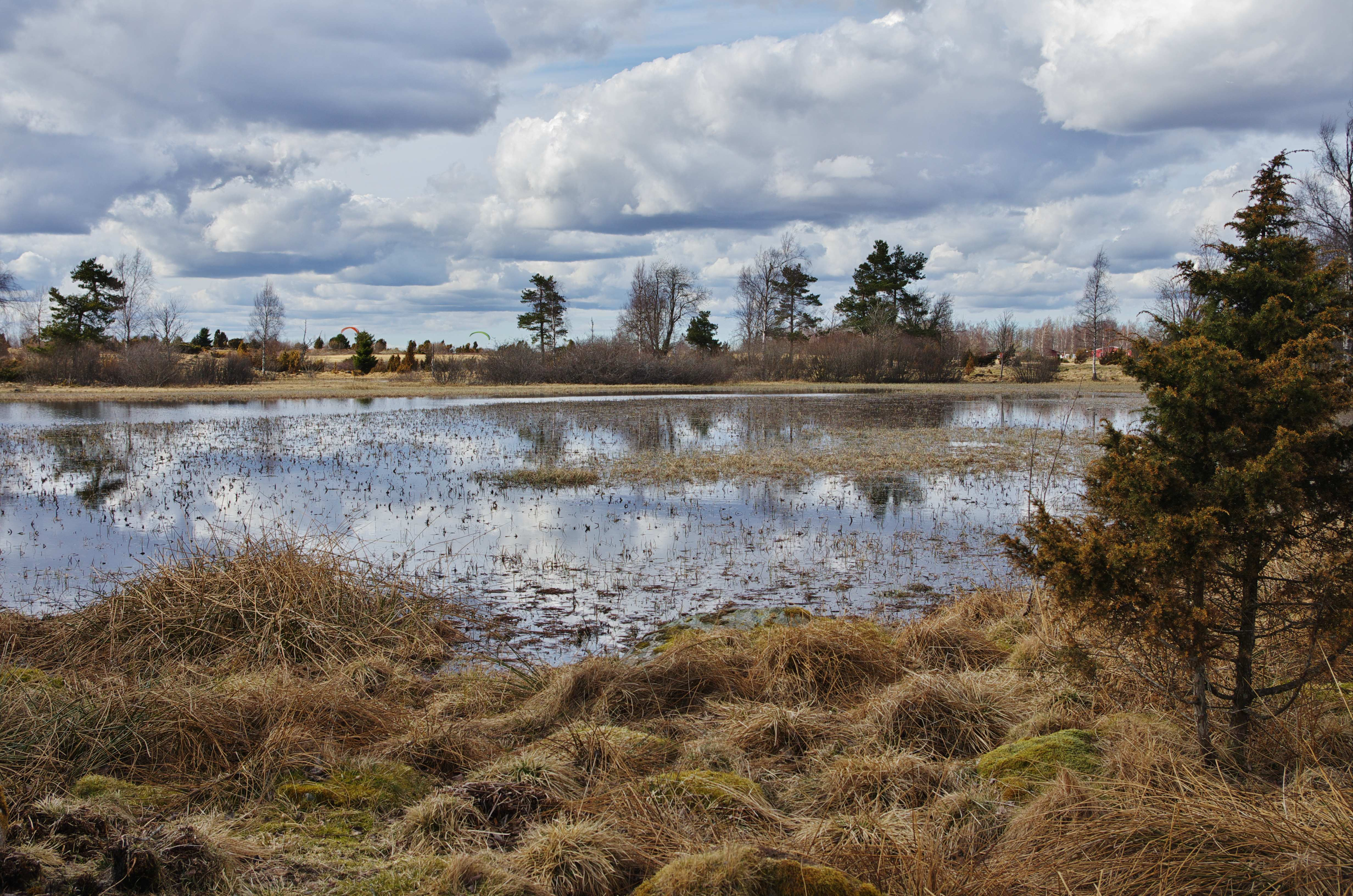
Storesjö och i bakgrunden syns några skärmflygare vid Ållebergs flygfält.
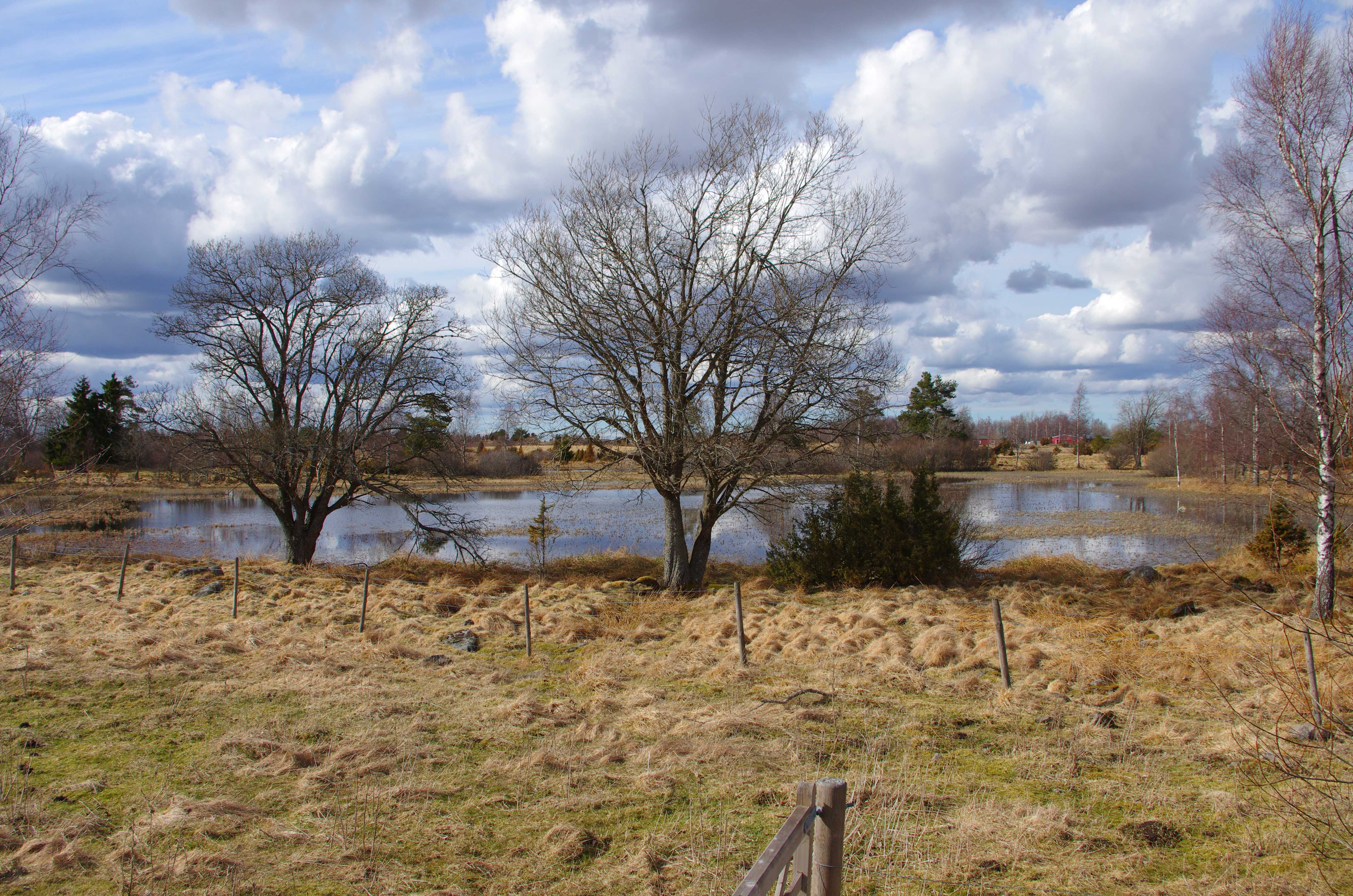